# 桜町道雄
桜町 道雄（さくらまち みちお、1967年〈昭和42年〉3月12日 - ）は、日本の経産・復興官僚。

## 来歴
東京都出身。1989年（平成元年）8月、国家公務員採用Ⅰ種（経済）試験に合格。1990年（平成2年）3月、東京大学経済学部経済学科を卒業し、同年4月、通商産業省に入省。
入省後、通商・外交分野、中小企業政策などに取り組み、中小企業庁事業環境部取引課長、同庁経営支援部小規模企業振興課長、消費者庁取引対策課長、中小企業庁長官官房参事官、経済産業省大臣官房審議官（政策総合調整担当）、経済産業政策局地域経済産業グループ地域経済産業政策統括調整官兼中小企業庁長官官房中小企業政策統括調整官などを歴任。
2021年（令和3年）7月1日、福島相双復興推進機構専務理事兼事務局長に就任。
2023年（令和5年）7月4日、復興庁統括官に就任。

## 年譜
- 1989年（平成元年）8月 - 国家公務員採用Ⅰ種（経済）試験合格[2]
- 1990年（平成2年）
  - 3月 - 東京大学経済学部経済学科卒業[2][3]
  - 4月 - 通商産業省入省[2][3]
  - 4月 - 中小企業庁長官官房総務課[2][3]
- 2000年（平成12年）9月 - 在インド日本国大使館一等書記官[2]
- 2004年（平成16年）4月 - 経済産業省四国経済産業局総務企画部総務課長[2]
- 2006年（平成18年）4月 - 経済産業省通商政策局中東アフリカ室長[2][3]
- 2007年（平成19年）7月 - 中小企業庁経営支援部小規模企業政策室長[2][3]
- 2009年（平成21年）7月 - 財務省大臣官房企画官兼関税局関税課[2][3]
- 2011年（平成23年）7月 - 中小企業庁事業環境部取引課長[2][3]
- 2014年（平成26年）7月 - 中小企業庁経営支援部小規模企業振興課長[2][3]
- 2015年（平成27年）8月 - 消費者庁取引対策課長[2][3]
- 2016年（平成28年）6月 - 中小企業庁長官官房参事官[3]
- 2017年（平成29年）7月 - 経済産業省大臣官房審議官（政策総合調整担当）[3]
- 2020年（令和2年）
  - 7月 - 経済産業省経済産業政策局地域経済産業グループ地域経済産業政策統括調整官[3]
  - 7月 - （併任）中小企業庁長官官房中小企業政策統括調整官[3]
- 2021年（令和3年）7月 - 公益社団法人福島相双復興推進機構専務理事兼事務局長[3][8]
- 2023年（令和5年）7月 - 復興庁統括官[3][4][5]
- 2025年（令和7年）7月1日 - 経済産業省出向[6]